# کنار دریا زیر نور ماه
کنار دریا زیر نور ماه نقاشی رنگ روغن روی بوم از کاسپار داوید فریدریش است که در سال ۱۸۱۸ خلق شده است. این اثر اکنون در لوور (RF 2000-3) نگهداری می‌شود و در سال ۲۰۰۰ توسط انجمن دوستان لوور به موزه اهدا شد و هم‌اکنون در اتاق E در طبقهٔ دوم بال ریشلیو به نمایش گذاشته شده است. این دومین اثر فریدریش است که پس از درخت زاغ‌ها در سال ۱۹۷۵ توسط این موزه خریداری شده است.
این اثر اواخر اوت ۱۸۱۸ پس از بازگشت هنرمند به درسدن، جایی که زندگی می‌کرد، از ماه عسلش در سواحل دریای بالتیک آلمان که در آنجا بزرگ شده بود، خلق شد. این نقاشی برگرفته از مطالعات منظره‌ای است که او در آنجا انجام داده بود، به ویژه در گرایفسوالت و روگن. در طول همان اقامت، او همچنین طرح مطالعهٔ کشتی‌ها نزدیک ویرو را در ۳۱ ژوئیه کشید که مستقیماً به خلق این نقاشی منجر شد.